# آخر قطار إلى كلاركسفيل
كانت أغنية «آخر قطار إلى كلاركسفيل» (بالإنجليزية: Last Train to Clarksville)‏ أول أغنية فردية للمونكيز. تم إصدارها في 16 أغسطس 1966 وتم تضمينها لاحقًا في الألبوم الخاص بالفرقة في 10 أكتوبر 1966. تم تسجيل الأغنية التي كتبها تومي بويس وبوبي هارت ‏ في تسجيلات آر سي إيه في هوليود في يوليو 1966 وأصبحت بالفعل أشهر أغنية في أمريكا في 17 أغسطس 1966. تصدرت الأغنية بيلبورد هوت 100 في 5 نوفمبر 1966. أدار الغناء الرئيسي من قبل عازف الدرامز ميكي دولنز. عرضت أغنية «آخر قطار إلى كلاركسفيل» في سبع حلقات من البرنامج التلفزيوني للفرقة، وهو العدد الأكبر لأي أغنية من المونكيز عرضت في المسلسل.

## الرسم البياني
| قائمة (1966–1967)                | أعلى مركز |
| -------------------------------- | --------- |
| أستراليا جو-سيت                  | 14        |
| أيرلندا ترتيب أغاني أيرلندا      | 5         |
| نيوزيلاندا ليسينر                | 6         |
| بيلبورد هوت 100 الولايات المتحده | 1         |

| قائمة (1966)        | أعلى مركز |
| ------------------- | --------- |
| كندا مجلة آر بي إم ‏ | 1         |

| قائمة (1967)                           | أعلى مركز |
| -------------------------------------- | --------- |
| تصنيف المملكة المتحدة للأغاني المنفردة | 23        |

| قائمة (1966)                     | مركز |
| -------------------------------- | ---- |
| بيلبورد هوت 100 الولايات المتحدة | 6    |

| قائمة (1967) | مركز |
| ------------ | ---- |
| كندا         | 12   |